# Hunnewell (Missouri)
Hunnewell – miasto w Stanach Zjednoczonych, w stanie Missouri, w hrabstwie Shelby.